# Jiříkovice

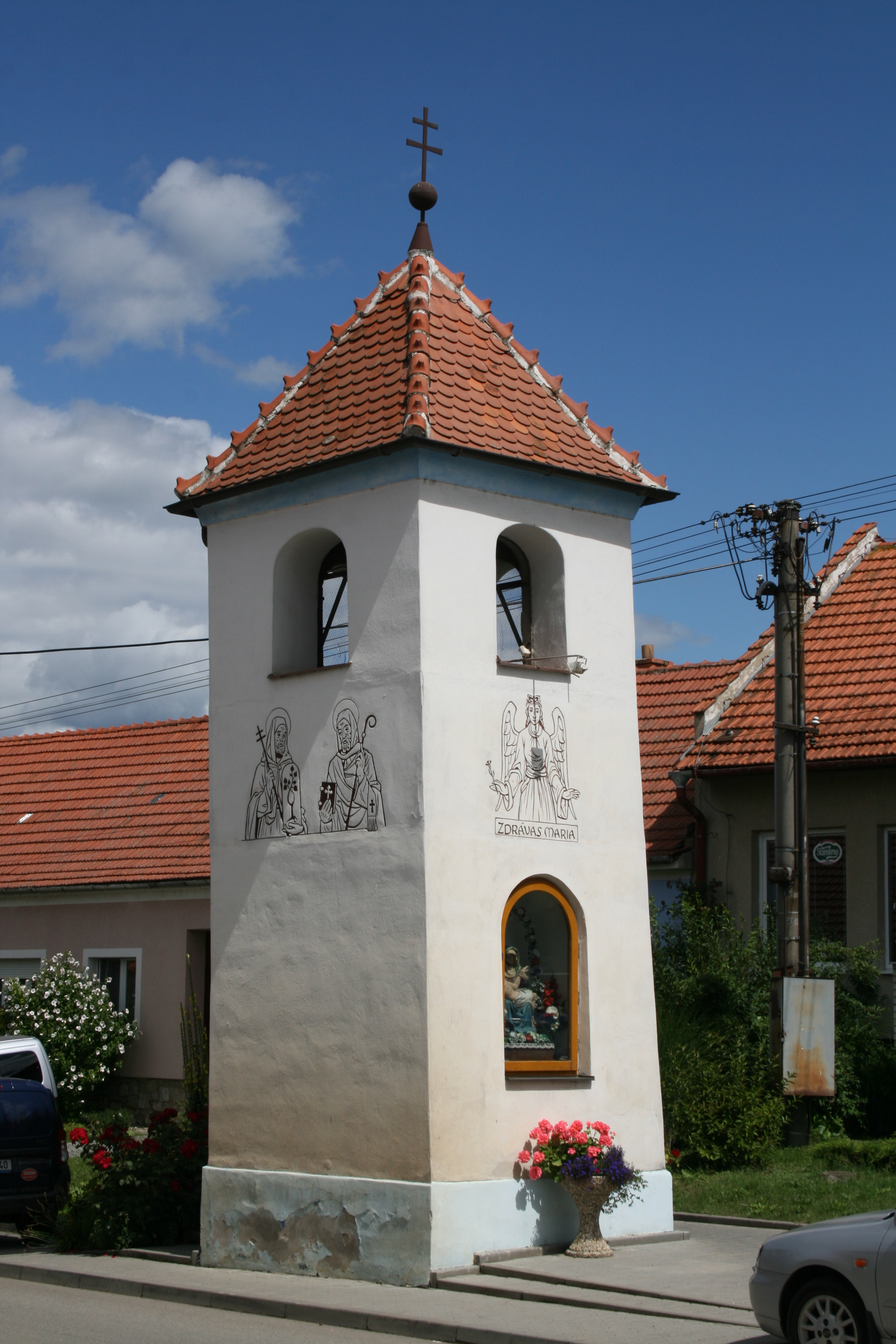
Der Glockenturm auf dem Dorfplatz

Jiříkovice (deutsch Jirschikowitz, früher Girzikowitz) ist eine Gemeinde in Tschechien. Sie liegt zwei Kilometer östlich von Šlapanice und gehört zum Okres Brno-venkov.

## Geographie
Jiříkovice befindet sich zwischen dem Drahaner Bergland und dem Steinitzer Wald in den nordöstlichen Ausläufern der Thaya-Schwarza-Talsenke. Das Dorf erstreckt sich linksseitig des Baches Roketnice an der Einmündung der Romza. Nördlich führt die Autobahn D1/E50/E462 vorbei, deren nächste Ausfahrten 210 bzw. 203 bei Holubice und Podolí liegen. Im Nordwesten erhebt sich der Žuráň (286 m). Gegen Süden liegen die Teiche Ponětovický rybník (an der Roketnice) und Grunty (am Jiříkovský potok).
Nachbarorte sind Maxlůvka, Velatice, Rohlenka und Tvarožná im Norden, Kruh im Nordosten, Blažovice im Osten, Křenovice und Zbýšov im Südosten, Prace im Süden, Ponětovice im Südwesten, Šlapanice im Westen sowie Bedřichovice und Podolí im Nordwesten.

## Geschichte
Die erste schriftliche Erwähnung von Jiříkovice erfolgte im Jahre 1264, als Bischof Bruno von Schauenburg Conradus de Hucsaria für dessen Beistand bei Kriegszügen mit einem Teil des Dorfes belehnte. Seit 1406 ist in Jiříkovice eine Feste, ein Hof und eine Mühle nachweisbar. Zu Beginn des 17. Jahrhunderts erfolgte eine Dreiteilung des Ortes. Das Dorf Jiříkovice wurde anteilig dem Gut Jiříkovice, dem Kloster St. Anna in Brünn sowie der Herrschaft Sokolnice untertänig. Alle drei Anteile führten unterschiedliche eigene Ortssiegel. Das älteste ist die aus dem Jahre 1616 stammende Peczet Girzi, die der klösterliche Anteil verwendete. Das Siegel des Sokolnicer Anteils von Girzikowitz stammt aus dem Jahre 1687. Während der Belagerung Brünns durch den schwedischen General Torstensson erlosch die Feste. Nach der Auflösung des Klosters St. Anna im Zuge der Josephinischen Reformen von 1782 gehörte der klösterliche Anteil zur Herrschaft Blažovice. Am 2. Dezember 1805 lag Jiříkovice im nordöstlichen Teil des Schlachtfeldes der Dreikaiserschlacht. Im Herrenhof wurde ein Lazarett eingerichtet.
Nach der Aufhebung der Patrimonialherrschaften wurden die drei Anteile zu einer Gemeinde Jiříkovice vereinigt, die zur Bezirkshauptmannschaft Brünn gehörte. Zwischen 1921 und 1950 war das Dorf dem Okres Brno-venkov zugeordnet. Danach war Jiříkovice bis 1960 Teil des Okres Brno-okolí und kam nach dessen Auflösung mit Beginn des Jahres 1961 zum Okres Brno-venkov zurück. Zwischen 1986 und 1990 war Jiříkovice nach Šlapanice eingemeindet. Seit 2001 führt die Gemeinde ein Wappen und Banner. Jiříkovice gehört seit Beginn des Jahres 2010 zu den 32 südmährischen Städten und Gemeinden, die einen Partnerschaftsvertrag mit dem HC Kometa Brno abgeschlossen haben.

## Gemeindegliederung
Für die Gemeinde Jiříkovice sind keine Ortsteile ausgewiesen.

## Sehenswürdigkeiten
- Glockenturm
- Gut Jiříkovice, am Dorfplatz
- mehrere Kruzifixe
- Hügel Žuráň, mit einem auf einem Granitquader angebrachten Relief des Verlaufs der Schlacht von Austerlitz. Auf dem Žuráň befand sich während der Schlacht das Hauptquartier von Napoleon Bonaparte. 1853 wurde am Žuráň ein großer Grabhügel mit einigen, ursprünglich reich ausgestatteten Gräbern aus der Zeit der Völkerwanderung entdeckt.
- Denkmal für die Opfer der Kriegsjahre 1805 und 1809, am nördlichen Ortsrand